# Jeppe Kjær
Jeppe Kjær (Roskilde, 6 novembre 1985) è un ex calciatore danese, di ruolo attaccante.

## Carriera
Ha giocato nella prima divisione danese con la maglia del Lyngby, con cui ha segnato 13 reti in 53 presenze in questa categoria.

## Palmarès

### Club

#### Competizioni nazionali
- 2. Division: 2

Roskilde: 2007-2008
Helsingør: 2019-2020
- 1. Division: 1

Lyngby: 2015-2016